# 工程變更通知
工程變更通知（engineering change notice）也稱為變更通知，簡稱ECN，是記錄或批准產品其設計規格變更的文件，上面也會有變更的原因。
依照健全的工程原則，變更需要進行控管以及相關的文件，以確認變更是在某個已知條件下進行，且且已被相關單位批准。
"是設計活動中所批准的文件，描述並且批准針對產品工程變更的實際內容，以及其受批准時相關組態的文件。".
工程變更通知至少需包括以下的項目：
- 標示需要變更的部份，需包括料號（英语：Part number）、零件名稱，以及有關零件細部資料的圖面。
- 更改原因。
- 有關變更的說明，其中包括零料變更前後比較的圖面。一般來說，圖面只會包括有變更到的部份。
- 有關因變更而影響到的文件（材料表）及部門的列表。工程變更中最重要的事是確認所有相關部門都有通知到，而所有有關的文件都已更新。
- 變更批准。就像細部圖面和組立圖面一樣，變更文件也要管理階層核可。
- 有關變更開始執行時間的指令：立即（目前庫存品報廢），下次量產時執行，或是等特定的時間點執行[3]。

## 產品變更通知
電信產業有一個正式的流程，將工程變更通知及其他考量合併為一份文件，稱為產品變更通知（PCN）。在電信產品已開始販售，或已販售一段時間後，供應商常需要進行產品的變更。最後不管是供應商或是電信商要實現產品的變更，產品變更也就表示電信運營商在勞動力或是資源上會有顯著的影響。因此當務之急是產品的變更可以依照運營商的需求而得以準確的記錄，而且可追蹤其完成情形。
產品變更包括了在產品生命週期中，硬體、軟體及韌體的變更。產品變更包括需報告的，以及不需報告的。依照協商協議的不同，變更可以由供應商或客戶進行，也可能由客戶的承包商進行。基本上，客戶的目的是確認有相關程序可以準確及有效率的追蹤及記錄產品的變更。
若產品變更影響了產品的性能或是壽命，就應該要報告。這類變更包括影響產品外觀、機能或產品的技術規格。供應商或是客戶可追溯性的期望就是產出產品變更的相關報告。
整個產品變更通知程序的文件在GR-209 （页面存档备份，存于）, Issue 6, Generic Requirements for Product Change Notices (PCNs)。